# Venatio

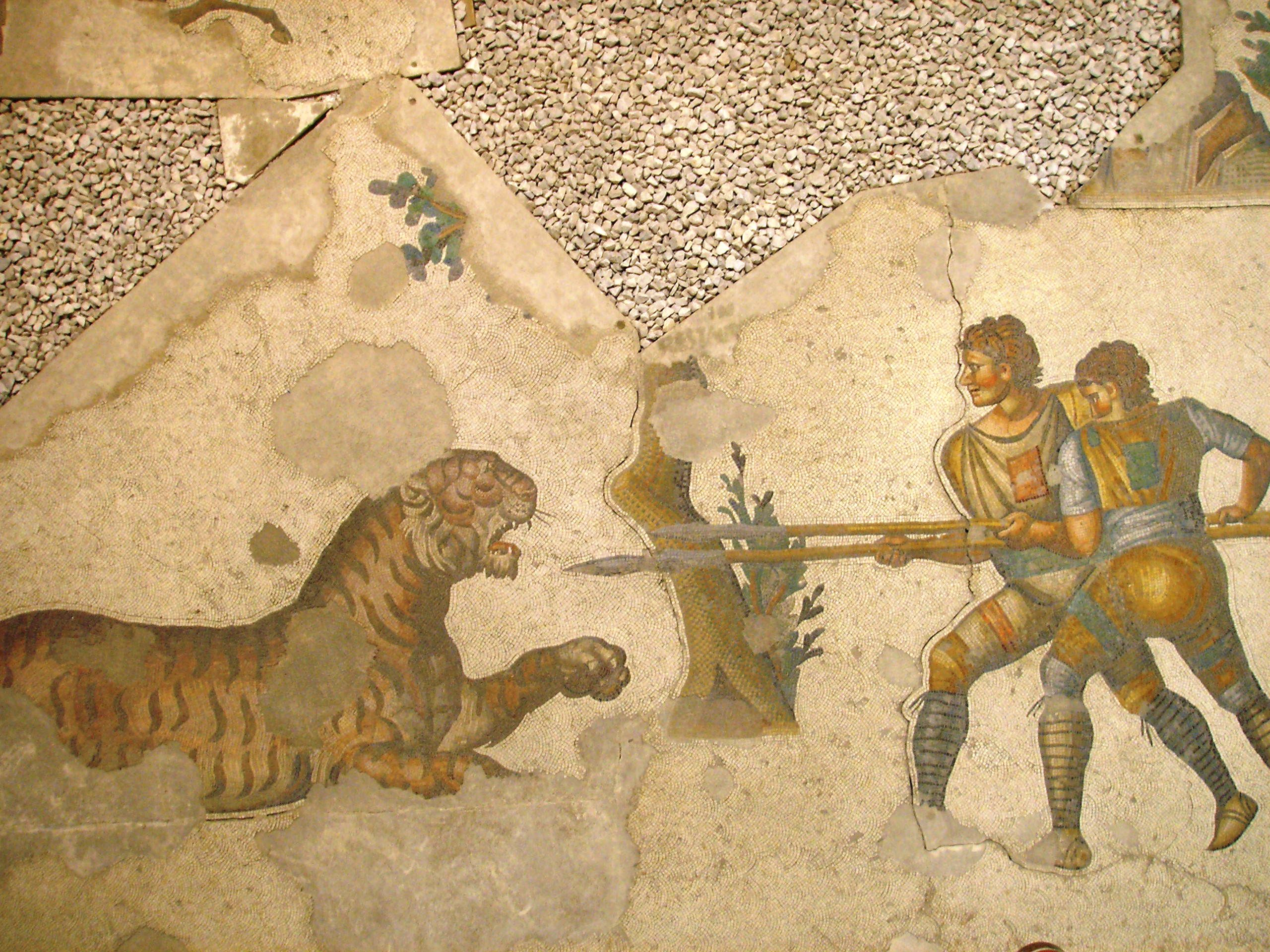
Doi venationes luptându-se cu un tigru — mozaic bizantin din secolul al V-lea din Marele Palat de la Constantinopol, acum muzeul mozaicului din Istanbul

Venatio (în latină cu sensul de „vânător”, plural venationes) era o formă de distracție din amfiteatrele romane care implica lupta cu animale sălbatice. Animale exotice erau aduse la Roma și vânate înainte de duelurile gladiatorilor. Vânătorile aveau loc în Forumul roman, Saepta Julia și în Circus Maximus.
Venatorul era un tip de gladiator care se lupta cu animalele sălbatice.